# Нові-Сад (община)
Общи́на Нові-Сад (серб. Општина Нови-Сад) — община в Сербії, в складі Південно-Бацького округу автономного краю Воєводина. Адміністративний центр общини — місто Новий Сад, що входить до агломерації міста Новий Сад.

## Населення
Згідно з даними перепису 2007 року в общині проживало 335 000 осіб, з них більше двох тисяч русинів-українців.
| Рік   | Населення, люд. |
| ----- | --------------- |
| 1991* | 268 198         |
| 2001  | 295 557         |
| 2002* | 300 831         |
| 2003  | 303 745         |
| 2004  | 306 853         |
| 2005  | 310 185         |
| 2006  | 314 192         |
| 2007  | 319 259         |
| 2011* | 341 625         |

## Населені пункти

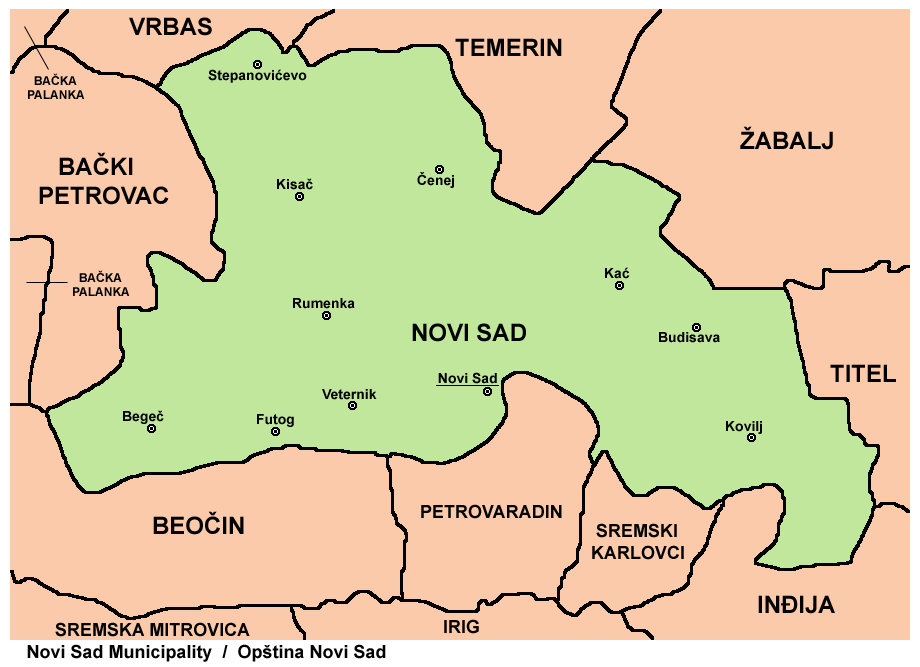

Община утворена з 11 населених пунктів (з них 4 міста — центр общини):
| Населений пункт | Сербська назва (cirill) | Угорська назва (latin) | Населення (2011) |
| --------------- | ----------------------- | ---------------------- | ---------------- |
| Бегеч           | Бегеч                   | Begecs                 | 3310             |
| Ченей           | Ченеј                   | Csenej                 | 2095             |
| Футог           | Футог                   | Futak                  | 18269            |
| Вітерник        | Ветерник                | Hadikliget             | 16895            |
| Ковиль          | Ковиљ                   | Kabol                  | 5389             |
| Кач             | Каћ                     | Káty                   | 11612            |
| Кісач           | Кисач                   | Kiszács                | 5220             |
| Степановичево   | Степановићево           | Máriamajor             | 2012             |
| Руменка         | Руменка                 | Piros                  | 6444             |
| Будисава        | Будисава                | Tiszakálmánfalva       | 3633             |
| Новий Сад       | Нови Сад                | Újvidék                | 221854           |